# Once More
Once More – album amerykańskiego perkusisty jazzowego Billy’ego Higginsa, wydany w 1980 roku przez Red Records.

## Lista utworów
Opracowano na podstawie materiału źródłowego.
Wydanie LP
Strona A
| Nr | Tytuł utworu | Słowa         | Muzyka                           | Długość |
| -- | ------------ | ------------- | -------------------------------- | ------- |
| 1. | „Plexus”     |               | Cedar Walton                     | 7:28    |
| 2. | „Lover Man”  | Jimmy Sherman | Jimmy Davis, Roger „Ram” Ramirez | 7:33    |
| 3. | „Sabiá”      | Chico Buarque | Antônio Carlos Jobim             | 4:26    |
|    |              |               |                                  | 19:27   |

Strona B
| Nr | Tytuł utworu | Muzyka         | Długość |
| -- | ------------ | -------------- | ------- |
| 1. | „Amazon”     | Bob Berg       | 6:15    |
| 2. | „Estaté”     | Bruno Martino  | 7:07    |
| 3. | „Horizons”   | Manfred Schoof | 8:16    |
|    |              |                | 21:38   |

## Twórcy
Opracowano na podstawie materiału źródłowego.
Muzycy:
- Billy Higgins – perkusja
- Bob Berg – saksofon tenorowy
- Cedar Walton – fortepian
- Tony Dumas – kontrabas

Produkcja:
- Alberto Alberti, Sergio Veschi – produkcja muzyczna
- Franco Zorzi – inżynieria dźwięku